# Savitor
Savitor – polskie wydawnictwo płytowe. Firma działała w latach 1982–1986 i obok Poltonu i Arstonu była jedną z trzech najbardziej znanych wytwórni polonijnych, tj. firmą z udziałem kapitału zagranicznego pochodzenia polskiego.

## Katalog

### Płyty Winylowe
- SV 001 Perfect: Live ‎1982
- SVT 002 Lombard: Live 1983
- SVT 003 różni wykonawcy: Na Luzie 1983
- SVT 004 Urszula: Urszula 1983
- SVT 005 Jacek Skubikowski: Jacek Skubikowski 1983
- SVT 006 Rezerwat: Rezerwat 1984
- SVT 007 Orchestra Of The Eigth Day: At The Last Gate 1984
- SVT 008/009 I Ching: I Ching 1984
- SVT 010 Polska Orkiestra Kameralna: Antonio Vivaldi 1984
- SVT 011 Lady Pank: Ohyda 1984
- SVT 012 Lombard: Szara Maść 1984
- SVT 012 Lombard: Hope and Penicillin 1984
- SVT 013 Krzysztof Ścierański: Krzysztof Ścierański 1984
- SVT 014 Orkiestra Ósmego Dnia, Jan A.P. Kaczmarek: Muzyka Na Koniec 1984
- SVT 015 różni wykonawcy: Sztuka Latania 1985
- SVT 016 Jan Pietrzak: Jan Pietrzak 1985
- SVT 017 Polska Orkiestra Kameralna, Jerzy Maksymiuk: Encores 1985
- SVT 018 2 plus 1: Video 1985
- SVT 019 Polska Orkiestra Kameralna, Jerzy Maksymiuk: Britten / Bartok 1985
- SVT 020 Shakin' Dudi: Złota Płyta 1985
- SVT 021 Omni: Omni 1985
- SVT 022 Lombard: Anatomia 1985
- SVT 023 Piotr Fronczewski i Jan Pietrzak: Panowie FP 1985
- SVT 024 Papa Dance: Papa Dance 1985
- SVT 025 Jan A.P. Kaczmarek, Orkiestra Ósmego Dnia: Czekając Na Kometę Halleya 1985
- SVT 026 Anna & Natalia: Anna & Natalia 1985